# Дюсе
Дюсе́ (фр. Ducey) — колишній муніципалітет у Франції, у регіоні Нормандія, департамент Манш. Населення — 2487 осіб (2011).
Муніципалітет був розташований на відстані близько 270 км на захід від Парижа, 95 км на південний захід від Кана, 60 км на південь від Сен-Ло.

## Історія
До 2015 року муніципалітет перебував у складі регіону Нижня Нормандія. Від 1 січня 2016 року належав до нового об'єднаного регіону Нормандія.
1 січня 2016 року Дюсе і Ле-Шері було об'єднано в новий муніципалітет Дюсе-Ле-Шері.

## Демографія
Динаміка населення (Insee ):
Розподіл населення за віком та статтю (2006):
| Стать | Всього | До 15 років | 15-24 | 25-44 | 45-64 | 65-85 | Понад 85 |
| --- | ------ | ----------- | ----- | ----- | ----- | ----- | -------- |
| Чоловіки | 1115   | 229         | 69    | 308   | 265   | 232   | 12       |
| Жінки | 1166   | 158         | 163   | 257   | 235   | 263   | 90       |
| \| Статево-вікова піраміда \| Статево-вікова піраміда \| Статево-вікова піраміда \| \| ----------------------- \| ----------------------- \| ----------------------- \| \| Чоловіки \| Вік \| Жінки \| \| 12 \| 85 + \| 90 \| \| 42 \| 80-84 \| 30 \| \| 45 \| 75-79 \| 50 \| \| 83 \| 70-74 \| 75 \| \| 62 \| 65-69 \| 108 \| \| 66 \| 60-64 \| 54 \| \| 50 \| 55-59 \| 54 \| \| 66 \| 50-54 \| 66 \| \| 83 \| 45-49 \| 61 \| \| 96 \| 40-44 \| 88 \| \| 93 \| 35-39 \| 68 \| \| 61 \| 30-34 \| 72 \| \| 58 \| 25-29 \| 29 \| \| 33 \| 20-24 \| 103 \| \| 36 \| 15-20 \| 60 \| \| 94 \| 10-14 \| 47 \| \| 67 \| 5-9 \| 55 \| \| 68 \| 0-4 \| 56 \| |        |             |       |       |       |       |          |
| Статево-вікова піраміда |        |             |       |       |       |       |          |
| Чоловіки | Вік    | Жінки       |       |       |       |       |          |
| 12 | 85 +   | 90          |       |       |       |       |          |
| 42 | 80-84  | 30          |       |       |       |       |          |
| 45 | 75-79  | 50          |       |       |       |       |          |
| 83 | 70-74  | 75          |       |       |       |       |          |
| 62 | 65-69  | 108         |       |       |       |       |          |
| 66 | 60-64  | 54          |       |       |       |       |          |
| 50 | 55-59  | 54          |       |       |       |       |          |
| 66 | 50-54  | 66          |       |       |       |       |          |
| 83 | 45-49  | 61          |       |       |       |       |          |
| 96 | 40-44  | 88          |       |       |       |       |          |
| 93 | 35-39  | 68          |       |       |       |       |          |
| 61 | 30-34  | 72          |       |       |       |       |          |
| 58 | 25-29  | 29          |       |       |       |       |          |
| 33 | 20-24  | 103         |       |       |       |       |          |
| 36 | 15-20  | 60          |       |       |       |       |          |
| 94 | 10-14  | 47          |       |       |       |       |          |
| 67 | 5-9    | 55          |       |       |       |       |          |
| 68 | 0-4    | 56          |       |       |       |       |          |

## Економіка
2010 року серед 1401 особи працездатного віку (15—64 років) 1062 були активними, 339 — неактивними (показник активності 75,8%, у 1999 році було 71,6%). З 1062 активних мешканців працювала 971 особа (515 чоловіків та 456 жінок), безробітними було 91 (47 чоловіків та 44 жінки). Серед 339 неактивних 78 осіб було учнями чи студентами, 193 — пенсіонерами, 68 були неактивними з інших причин.

У 2010 році в муніципалітеті числилось 1102 оподатковані домогосподарства, у яких проживали 2424,5 особи, медіана доходів виносила 17 261 євро на одного особоспоживача